# Astrantia ossica
Astrantia ossica là một loài thực vật có hoa trong họ Hoa tán. Loài này được Woronow ex Grossh. mô tả khoa học đầu tiên năm 1905.